# Aéroport de Tumlingtar
L'aéroport de Tumlingtar (code IATA : TMI • code OACI : VNTR), parfois appelé aéroport de Tumling Tar, est un aéroport desservant la ville de Tumlingtar au Népal.

## Installations
L'aéroport est situé à 518 mètres d'altitude. Il possède une unique piste en asphalte longue de 1 219 mètres.

## Situation
| \| 100 km1:3 095 000 \| Bajura Bhadrapur Bhâratpur Bhojpur Biratnagar Dhangadhi Dolpa Janakpur Jomsom Jumla Katmandou Lamidanda Lukla Manang Meghauli Nepalganj Phaplu Pokhara Ramechhap Rukumkot Rumjatar Simara Siddharthanagar Simikot Surkhet Talcha Taplejung Thamkharka Tumlingtar Dang |
| 100 km1:3 095 000 |

## Compagnies et destinations
| Compagnies    | Destinations                    |
| ------------- | ------------------------------- |
| Buddha Air    | Biratnagar, Katmandou-Tribhuvan |
| Sita Air      | Katmandou-Tribhuvan             |
| Summit Air    | Katmandou-Tribhuvan             |
| Tara Air      | Katmandou-Tribhuvan             |
| Yeti Airlines | Katmandou-Tribhuvan             |

Édité le 28/02/2018